# Krigen i 1700
Invasionen af Danmark i 1700 var en del af indledningen til den store nordiske krig. Den skete om aftenen den 25. juli 1700, hvor omkring 2.500 svenske soldater gik i land ved Humlebæk syd for Helsingør. Senere blev der landsat yderligere svenske soldater, mens danskerne trak sig tilbage til København. Grundet dårlig vejr kom resten af den svenske hær først to uger senere med cirka 10.000 mænd. Derefter begyndte svenskerne, ledet af Karl XII af Sverige, at marchere mod København. Truslen mod København tvang den danske konge Fredrik IV til at bøje af. Den 8. august 1700 blev freden i Traventhal sluttet med hertug Frederik IV af Holsten-Gottorp, hvor han forpligtede sig til at opgive forbundet med Sveriges fjender.

## Baggrund
Invasionen og den store nordiske krig skyldtes hovedsageligt, at Sverige i flere årtier havde udvidet sit rige på bekostning af nabolandene. Fredrik IV af Danmark, August II af Polen og Peter den Store af Rusland havde indgået en alliance for at angribe Sverige for at tilbagevinde det, som Sverige havde erobret. Sommeren 1699 besluttede ledelsen i Sverige at forstærke de tropper, som fandtes i Wismar og Bremen-Verden samt at hjælpe hertugen af Holsten-Gottorp med at genopbygge de fæstninger, som danskerne tidligere havde ødelagt.

## Angrebet
Den 20. marts, kort tid efter nyheden om Sachsens angreb mod Livland, fik Sverige information om, at Danmark havde angrebet Slesvig og Holsten. Danmark havde indsat omkring 20.000 mand mod Holsten. Kun cirka 5.000 mand var forlagt til forsvaret af området og danskerne kunne erobre næsten hele Holsten. De fæstninger, som hertugen havde fået bygget op, blev ødelagt igen. De svenske og holstenske tropper, ledet af Johan Gabriel Banér, trak sig ned til fæstningen i Tønning i Nordfrisland. Danskerne kom hurtigt i gang med belejringen, men den blev ophævet i maj, da der kom svenske tropper fra de svenske provinser i nordlige Tyskland samt fra Lüneburg.
Det svenske inddelingsværk blev sammenkaldt. Karl XII forlod Stockholm natten mellem den 13. april og den 14. april for at rejse til Karlskrona og påskynde flådens oprustning. Flåden kunne dog ført i juni forlade Karlskrona. Selv engelske og nederlandske skibe sluttede sig til den svenske flåde for at bidrage til at ændre magtforholdene i Norden.
I Skåne blev der samlet henved 16.000 mand til at angribe Danmark og ved grænsen mod Norge blev der opsamlet omkring 10.000 mand. Fra Karlskrona gik flåden mod Øresund. Men den svenske generaladmiral Hans Wachtmeister fik problemer, da de skulle sejle ind i det sydlige Øresund. Den danske flåde havde blokeret den vestlige indfart ved Drogden. Den eneste vej var gennem den østlige ved Flinterenden, som han vurderede for lavvandet for de store skibe. Karl XII gav ordre om, at han alligevel skulle forsøge. Den 3. juli sejlede flåden gennem Flinterenden. Fem skibe gik på grund, men kunne blive trukket fri igen. Flåden blev forenet med de engelske og nederlandske ved øen Ven. Derefter kunne de bombardere den danske flåde, som trak sig ind til København.
I stedet for at undsætte Holsten besluttede den svenske, engelske og nederlandske krigsledelse at gøre landgang på Sjælland ved Humlebæk syd for Helsingør. Ved sekstiden om aftenen den 25. juli blev der landsat henved 2.500 svenske soldater som mødte svag modstand fra cirka 700 danske soldater. Danskerne formåede dog at stoppe angrebet efter en kort strid. Senere samme dag blev der sat yderligere tropper i land, hvorefter den svenske hær i Danmark udgjorde henved 4.900 mand. Danskerne valgte at trække sig tilbage til København. Resten af den svenske hær kunne ikke landsættes før efter to uger grundet dårlig vejr. Med omtrent 10.000 mand begyndte Karl XII at marchere mod København.

## Freden
Danmarks kong Fredrik IV var, efter at have fået kendskab til landgangen af Karl XII og den svenske hær, begyndt at forhandle om fred med Holsten og Lüneburg. Den 8. august 1700 blev en fredsaftale i Traventhal indgået. Både Englands, Nederlandenes og Lüneburgs respektive flåder vendte hjem. Karl XIIs plan om at ødelægge den danske flåde var da umulig eftersom den danske var langt kraftigere end den svenske. Svenskerne begyndte i stedet at fragte sine tropper tilbage over Øresund. Danmark formåede på denne måde at undgå et totalt nederlag.